# Tour de Prats-de-Sournia
La tour de Prats de Sournia est une ancienne tour à signaux située sur la commune de Prats-de-Sournia dans le département des Pyrénées-Orientales.

## Historique
La construction de la tour remonte au XIIe siècle. Selon Annie de Pous, historienne spécialisée de la région, il s'agirait d'une tour à signaux qui permettrait de transmettre des messages à travers un feu de paille,.
La tour est construite au sommet du village, sur un petit piton rocheux situé au nord-est du village. Elle est de forme quadrangulaire et possède actuellement une hauteur de presque 13 mètres. La présence d'arrachements à la partie supérieure lors de sa consolidation en 1958 suggère que sa hauteur initiale était plus élevée. Principalement construite en pierre locale (schiste et tout-venant), seules les parties en angle ont été recouvertes de pierres calcaires taillées, à l'exception de la partie inférieure. Les modifications successives et les déformations intérieures sont peu perceptibles à l'extérieur.
Les murs ont une épaisseur de 1,85 mètres et après deux ressauts qui indiquent l'emplacement des anciens planchers, leur épaisseur diminue progressivement pour atteindre 1,50 mètre en haut. Aucune trace d'éventuelles meurtrières n'est conservée sur les façades. Uniquement la porte d'entrée d'origine, qui est située à une hauteur de 3 mètres sur la façade côté village, et les deux ouvertures hautes en façade sud-est, sont concernées par les percements.
À la fin du XIVe siècle, la tour de Prats a perdu son rôle. Selon le Capbreu de Trévillach daté de 1700, elle aurait également été la prison de la baronnie de Rabouillet.
En 1864, la municipalité fit poser une pendule sur l'un des pans du mur à sa partie la plus élevée. La girouette et les cloches ont également été mises en place. Jean Loison fit fondre les cloches à Toulouse. La vie locale est rythmée par le carillon qui sonne doucement tous les quarts d'heure.
En 2020, une table d’orientation est posée par l’association de la Tour. Elle est dessinée et réalisée par Bernard Gout.
La tour fait partie des 14 tours qui s’illumineront pour le passage de la Flamme olympique des Jeux olympiques de 2024.